# Список банков, лишённых лицензии в 2016 году (Россия)

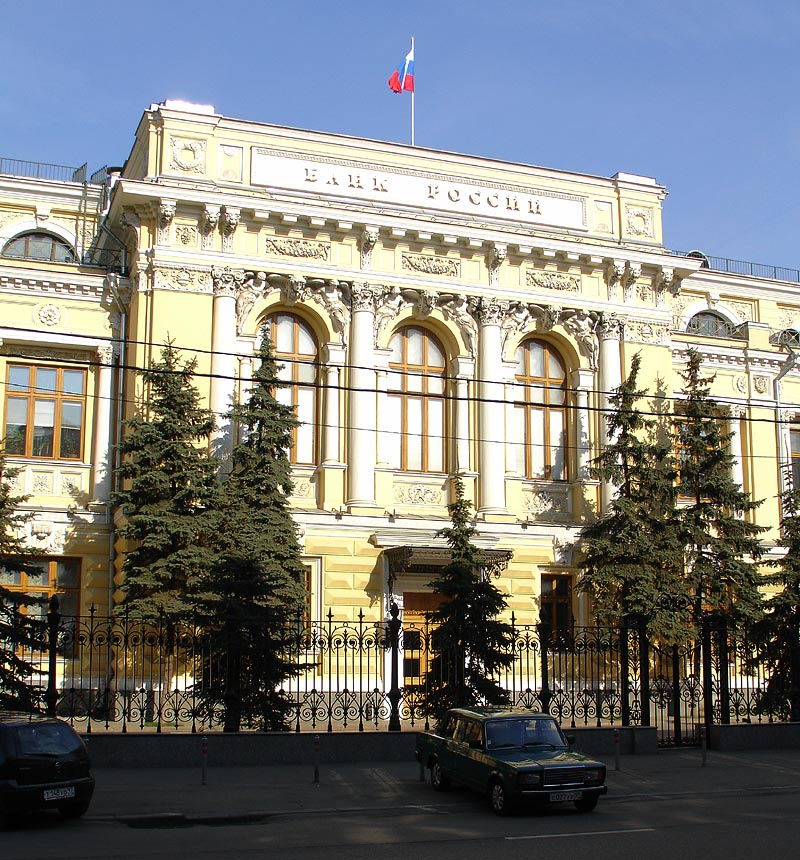
Здание Центрального Банка России на Неглинной

В список включены все кредитные организации России, у которых в 2016 году была отозвана или аннулирована лицензия на осуществление банковской деятельности.
В 2016 году Центральный банк Российской Федерации отозвал лицензии у 103 кредитных организаций, из которых 98 лицензий были отозваны у банков и 5 — у небанковских кредитных организаций, также у 14 организаций лицензии были аннулированы (13 банков и 1 небанковская кредитная организация соответственно). Больше всего кредитных организаций лишились лицензий в декабре, в этом месяце было отозвано 12 лицензий, меньше всего — в январе, в этом месяце закрылись 5 банков.
Основной причиной для отзыва лицензий у банков в 2016 году стало нарушение банковского законодательства. Кроме того, среди наиболее распространенных проблем оказались нарушение требований статей 6 и 7 Федерального закона № 115-ФЗ, неспособность удовлетворить требования кредиторов, существенная недостоверность отчетности и проблемы, связанные с недостаточностью размера собственных средств и капитала.

## Легенда
Список разбит на четыре раздела по кварталам 2016 года. Внутри разделов организации отсортированы по месяцам, внутри месяца по датам закрытия, внутри одной даты по номеру документа об отзыве или аннулировании лицензии.

| Таблица: - Дата — дата отзыва/аннулирования лицензии. - Приказ — номер приказа или иного документа об отзыве/аннулировании лицензии. - Регион — населённый пункт или регион регистрации банка. - АСВ — является ли кредитная организация участником системы страхования вкладов. - Причина — основные причины отзыва или аннулирования лицензии организации. Выделение строк цветом: - — выделение светло-зелёным цветом означает, что лицензия организации была аннулирована. - — выделение светло-жёлтым цветом означает, что лицензия организации была отозвана. | Сокращения: - АКБ — акционерный коммерческий банк. - АО — Акционерное общество. - ЗАО — закрытое акционерное общество. - ИКБ — инвестиционный коммерческий банк. - КБ — коммерческий банк. - НКО — небанковская кредитная организация. - ОАО — открытое акционерное общество. - ООО — общество с ограниченной ответственностью. - РИКБ — региональный инвестиционный коммерческий банк. - РНКО — расчетная небанковская кредитная организация. |

## 1 квартал
В разделе приведены все кредитные организации, у которых в 1-м квартале 2016 года была отозвана лицензия.
| Наименование                                                                             | Основ. | Лиц. | Дата       | Приказ  | Регион          | АСВ | Причина | Прим.         |
| ---------------------------------------------------------------------------------------- | ------ | ---- | ---------- | ------- | --------------- | --- | --- | ------------- |
| Январь                                                                                   |        |      |            |         |                 |     | |               |
| ООО КБ «Эргобанк»                                                                        | 1994   | 2856 | 15.01.2016 | ОД-87   | Москва          | Да  | Неисполнение федеральных законов, регулирующих банковскую деятельность. Неисполнение нормативных актов Банка России. Низкая достаточность капитала банка. Недостаточный размер собственных средств. Неспособность удовлетворить требования кредиторов. | [ 4 ] [ 5 ]   |
| АО «Мираф-Банк»                                                                          | 1993   | 2244 | 21.01.2016 | ОД-137  | Омск            | Да  | Неисполнение федеральных законов, регулирующих банковскую деятельность. Неисполнение нормативных актов Банка России. Существенная недостоверность отчётности. Нарушение требований Федерального закона № 115-ФЗ.                                       | [ 6 ] [ 7 ]   |
| АО АКБ «Турбобанк»                                                                       | 1995   | 3203 | 21.01.2016 | ОД-139  | Санкт-Петербург | Да  | Неисполнение федеральных законов, регулирующих банковскую деятельность. Неисполнение нормативных актов Банка России. Нарушение требований Федерального закона № 115-ФЗ.                                                                                | [ 8 ] [ 9 ]   |
| ООО «Внешнеэкономический промышленный банк» («Внешпромбанк»)                             | 1995   | 3261 | 21.01.2016 | ОД-141  | Москва          | Да  | Неисполнение федеральных законов, регулирующих банковскую деятельность. Неисполнение нормативных актов Банка России. Низкая достаточность капитала банка. Недостаточный размер собственных средств. Нарушение требований Федерального закона № 115-ФЗ. | [ 10 ] [ 11 ] |
| ООО «Коммерческий Межрегиональный Трастовый Банк» («Межтрастбанк»)                       | 1993   | 2493 | 29.01.2016 | ОД-269  | Москва          | Да  | Неисполнение федеральных законов, регулирующих банковскую деятельность. Неисполнение нормативных актов Банка России. Низкая достаточность капитала банка. Неспособность удовлетворить требования кредиторов.                                           | [ 12 ] [ 13 ] |
| Февраль                                                                                  |        |      |            |         |                 |     | |               |
| ЗАО «Международный Акционерный Банк»                                                     | 1992   | 1987 | 03.02.2016 | ОД-328  | Москва          | Да  | Неисполнение федеральных законов, регулирующих банковскую деятельность. Неисполнение нормативных актов Банка России. Низкая достаточность капитала банка. Недостаточный размер собственных средств.                                                    | [ 14 ] [ 15 ] |
| ЗАО КБ «Миллениум Банк»                                                                  | 2002   | 3423 | 05.02.2016 | ОД-376  | Москва          | Да  | Неисполнение федеральных законов, регулирующих банковскую деятельность. Неисполнение нормативных актов Банка России. Низкая достаточность капитала банка. Недостаточный размер собственных средств. Неспособность удовлетворить требования кредиторов. | [ 16 ] [ 17 ] |
| ООО КБ «Регнум»                                                                          | 2001   | 3373 | 05.02.2016 | ОД-378  | Москва          | Да  | Неисполнение федеральных законов, регулирующих банковскую деятельность. Неисполнение нормативных актов Банка России. Существенная недостоверность отчётности.                                                                                          | [ 18 ] [ 19 ] |
| ООО КБ «Интеркоммерц»                                                                    | 1991   | 1657 | 08.02.2016 | ОД-400  | Москва          | Да  | Неисполнение федеральных законов, регулирующих банковскую деятельность. Неисполнение нормативных актов Банка России. Низкая достаточность капитала банка. Неспособность удовлетворить требования кредиторов.                                           | [ 20 ] [ 21 ] |
| ЗАО КБ «Альта-Банк»                                                                      | 1993   | 2269 | 08.02.2016 | ОД-402  | Москва          | Да  | Неисполнение федеральных законов, регулирующих банковскую деятельность. Неисполнение нормативных актов Банка России. Низкая достаточность капитала банка. Неспособность удовлетворить требования кредиторов.                                           | [ 22 ] [ 23 ] |
| ПАО АКБ «Капиталбанк»                                                                    | 1993   | 2547 | 15.02.2016 | ОД-521  | Ростов-на-Дону  | Да  | Неисполнение федеральных законов, регулирующих банковскую деятельность. Неисполнение нормативных актов Банка России. | [ 24 ] [ 25 ] |
| АО КБ «Универсальные финансы»                                                            | 1994   | 2654 | 15.02.2016 | ОД-523  | Москва          | Да  | Неисполнение федеральных законов, регулирующих банковскую деятельность. Неисполнение нормативных актов Банка России. Неспособность удовлетворить требования кредиторов.                                                                                | [ 26 ] [ 27 ] |
| ООО КБ «Милбанк»                                                                         | 1995   | 3256 | 26.02.2016 | ОД-672  | Москва          | Да  | Неисполнение федеральных законов, регулирующих банковскую деятельность. Неисполнение нормативных актов Банка России. Наличие реальной угрозы интересам кредиторов и вкладчиков.                                                                        | [ 28 ] [ 29 ] |
| ЗАО «Банк „Церих“»                                                                       | 1995   | 3278 | 26.02.2016 | ОД-674  | Орёл            | Да  | Неисполнение федеральных законов, регулирующих банковскую деятельность. Неисполнение нормативных актов Банка России. Низкая достаточность капитала банка. Недостаточный размер собственных средств. Нарушение требований Федерального закона № 115-ФЗ. | [ 30 ] [ 31 ] |
| ООО КБ «Расчетный Дом»                                                                   | 2000   | 3350 | 26.02.2016 | ОД-676  | Москва          | Нет | Неисполнение федеральных законов, регулирующих банковскую деятельность. Неисполнение нормативных актов Банка России. Нарушение требований Федерального закона № 115-ФЗ.                                                                                | [ 32 ] [ 33 ] |
| Март                                                                                     |        |      |            |         |                 |     | |               |
| АО АКБ «Банкирский Дом»                                                                  | 1994   | 2928 | 03.03.2016 | ОД-726  | Санкт-Петербург | Да  | Низкая достаточность капитала банка. Недостаточный размер собственных средств. | [ 34 ] [ 35 ] |
| ОАО АКБ «Акция»                                                                          | 1992   | 927  | 03.03.2016 | ОД-728  | Иваново         | Да  | Неисполнение федеральных законов, регулирующих банковскую деятельность. Неисполнение нормативных актов Банка России. Наличие реальной угрозы интересам кредиторов и вкладчиков.                                                                        | [ 36 ] [ 37 ] |
| ООО КБ «Регионально-отраслевой Специализированный Автопромышленный банк» («Росавтобанк») | 1994   | 2767 | 04.03.2016 | ОД-766  | Москва          | Да  | Неисполнение федеральных законов, регулирующих банковскую деятельность. Неисполнение нормативных актов Банка России. Низкая достаточность капитала банка. Недостаточный размер собственных средств. Нарушение требований Федерального закона № 115-ФЗ. | [ 38 ] [ 39 ] |
| АО «Национальный Корпоративный Банк» («НАЦКОРПБАНК»)                                     | 2002   | 3422 | 17.03.2016 | ОД-900  | Москва          | Да  | Неисполнение федеральных законов, регулирующих банковскую деятельность. Неисполнение нормативных актов Банка России. Низкая достаточность капитала банка. Недостаточный размер собственных средств. Нарушение требований Федерального закона № 115-ФЗ. | [ 40 ] [ 41 ] |
| ПАО «Агро-промышленный банк Екатерининский»                                              | 1992   | 2167 | 17.03.2016 | ОД-902  | Москва          | Да  | Неисполнение федеральных законов, регулирующих банковскую деятельность. Неисполнение нормативных актов Банка России. Нарушение требований Федерального закона № 115-ФЗ.                                                                                | [ 42 ] [ 43 ] |
| ПАО АКБ «1Банк»                                                                          | 1994   | 2896 | 17.03.2016 | ОД-904  | Владикавказ     | Да  | Неисполнение федеральных законов, регулирующих банковскую деятельность. Неисполнение нормативных актов Банка России. Наличие реальной угрозы интересам кредиторов и вкладчиков.                                                                        | [ 44 ] [ 45 ] |
| АО «СтарБанк»                                                                            | 1990   | 548  | 18.03.2016 | ОД-920  | Москва          | Да  | Неисполнение федеральных законов, регулирующих банковскую деятельность. Неисполнение нормативных актов Банка России. Наличие реальной угрозы интересам кредиторов и вкладчиков.                                                                        | [ 46 ] [ 47 ] |
| ООО КБ «Богородский»                                                                     | 1990   | 1277 | 24.03.2016 | ОД-988  | Богородск       | Да  | Неисполнение федеральных законов, регулирующих банковскую деятельность. Неисполнение нормативных актов Банка России. Низкая достаточность капитала банка. Недостаточный размер собственных средств.                                                    | [ 48 ] [ 49 ] |
| ООО КБ «Мико-Банк»                                                                       | 1994   | 3195 | 24.03.2016 | ОД-990  | Москва          | Да  | Неисполнение федеральных законов, регулирующих банковскую деятельность. Неисполнение нормативных актов Банка России. Наличие реальной угрозы интересам кредиторов и вкладчиков.                                                                        | [ 50 ] [ 51 ] |
| АО «Смартбанк»                                                                           | 2002   | 3408 | 28.03.2016 | ОД-1013 | Москва          | Да  | Неисполнение федеральных законов, регулирующих банковскую деятельность. Неисполнение нормативных актов Банка России. Низкая достаточность капитала банка. Нарушение требований Федерального закона № 115-ФЗ.                                           | [ 52 ] [ 53 ] |
| ОАО КБ «Мосводоканалбанк» («МВКБ»)                                                       | 1994   | 2863 | 28.03.2016 | ОД-1015 | Москва          | Да  | Неисполнение федеральных законов, регулирующих банковскую деятельность. Неисполнение нормативных актов Банка России. Низкая достаточность капитала банка. Недостаточный размер собственных средств. Нарушение требований Федерального закона № 115-ФЗ. | [ 54 ] [ 55 ] |

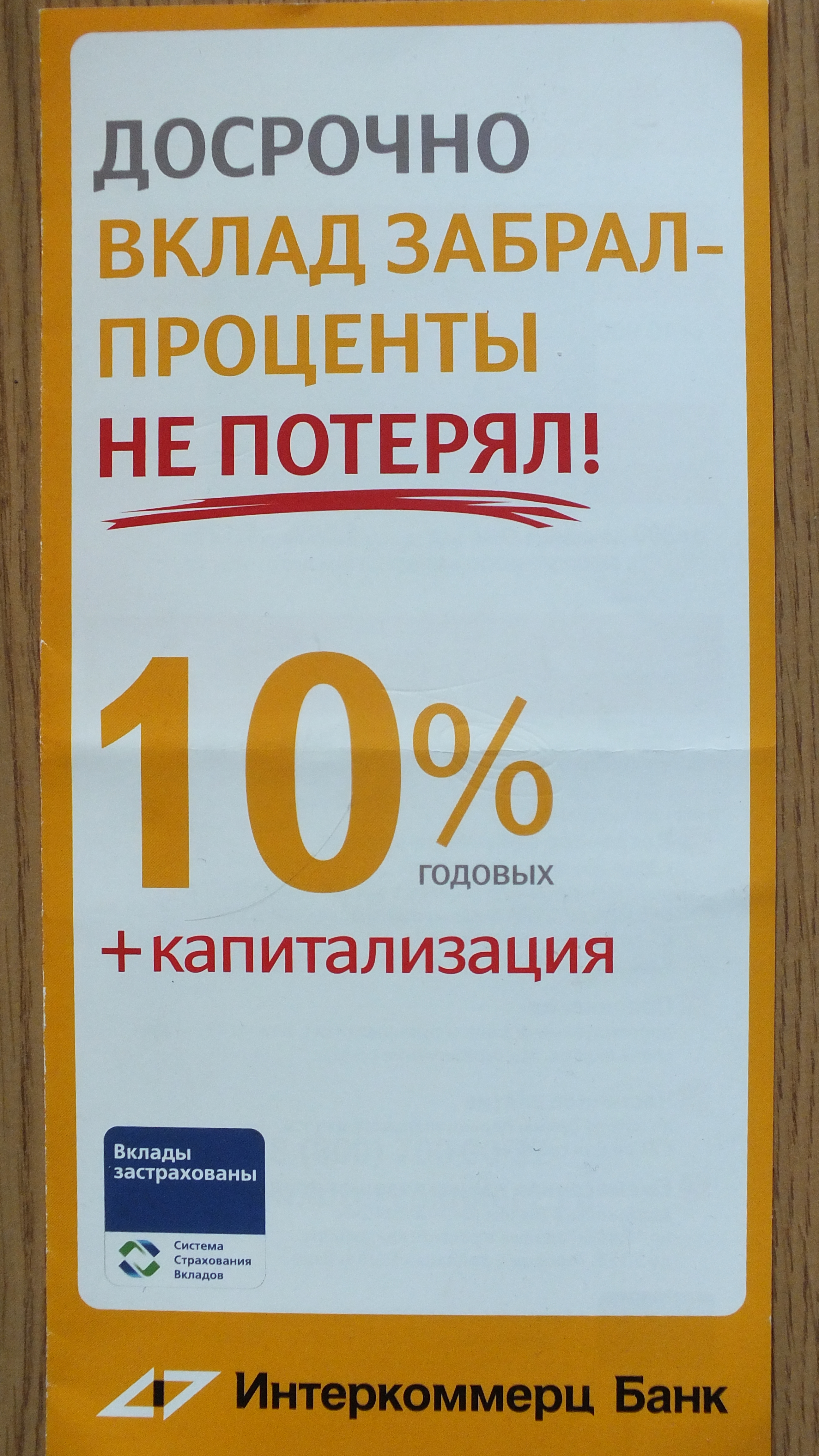
Рекламный буклет банка «Интеркоммерц» 27 февраля 2014 года

## 2 квартал
В разделе приведены все кредитные организации, у которых во 2-м квартале 2016 года была отозвана или аннулирована лицензия.
| Наименование                                                                                                   | Основ. | Лиц.   | Дата       | Приказ        | Регион         | АСВ | Причина | Прим.           |
| --- | ------ | ------ | ---------- | ------------- | -------------- | --- | --- | --------------- |
| Апрель |        |        |            |               |                |     | |                 |
| АО КБ «Фиа-Банк»                                                                                               | 1993   | 2542   | 08.04.2016 | ОД-1179       | Тольятти       | Да  | Неисполнение федеральных законов, регулирующих банковскую деятельность. Неисполнение нормативных актов Банка России. Низкая достаточность капитала банка. Недостаточный размер собственных средств. | [ 56 ] [ 57 ]   |
| АО «Соверен Банк»                                                                                              | 1995   | 3206   | 08.04.2016 | ОД-1181       | Москва         | Да  | Неисполнение федеральных законов, регулирующих банковскую деятельность. Неисполнение нормативных актов Банка России. Наличие реальной угрозы интересам кредиторов и вкладчиков.                     | [ 58 ] [ 59 ]   |
| ООО РНКО «Майма»                                                                                               | 1990   | 1037-К | 08.04.2016 | ОД-1183       | Москва         | Нет | Неисполнение федеральных законов, регулирующих банковскую деятельность. Неисполнение нормативных актов Банка России. Нарушение требований Федерального закона № 115-ФЗ.                             | [ 60 ] [ 61 ]   |
| АО РНКО «Интеррасчет»                                                                                          | 1991   | 1618-К | 08.04.2016 | ОД-1188       | Москва         | Да  | Решение уполномоченного органа кредитной организации о прекращении деятельности в порядке ликвидации.                                                                                               | [ 62 ] [ 63 ]   |
| ОАО АКБ «Кроссинвестбанк»                                                                                      | 1994   | 2849   | 11.04.2016 | ОД-1199       | Москва         | Да  | Неисполнение федеральных законов, регулирующих банковскую деятельность. Неисполнение нормативных актов Банка России. Наличие реальной угрозы интересам кредиторов и вкладчиков.                     | [ 64 ] [ 65 ]   |
| АО «Океан Банк»                                                                                                | 1992   | 1697   | 13.04.2016 | ОД-1214       | Москва         | Да  | Неисполнение федеральных законов, регулирующих банковскую деятельность. Неисполнение нормативных актов Банка России. Нарушение требований Федерального закона № 115-ФЗ.                             | [ 66 ] [ 67 ]   |
| ООО КБ «Пульс Столицы»                                                                                         | 1994   | 3002   | 13.04.2016 | ОД-1216       | Москва         | Да  | Неисполнение федеральных законов, регулирующих банковскую деятельность. Неисполнение нормативных актов Банка России. Низкая достаточность капитала банка.                                           | [ 68 ] [ 69 ]   |
| АО "Акционерный коммерческий банк «Стелла-Банк»                                                                | 1994   | 2948   | 14.04.2016 | ОД-1259       | Ростов-на-Дону | Да  | Неисполнение федеральных законов, регулирующих банковскую деятельность. Неисполнение нормативных актов Банка России. Нарушение требований Федерального закона № 115-ФЗ.                             | [ 70 ] [ 71 ]   |
| ООО «Инвестиционный Республиканский Банк» («ИНРЕСБАНК»)                                                        | 1993   | 2571   | 25.04.2016 | 2167700140782 | Москва         | Нет | Решение о ликвидации. | [ 72 ] [ 73 ]   |
| ООО «Интерактивный Банк»                                                                                       | 2001   | 3378   | 26.04.2016 | ОД-1350       | Москва         | Да  | Неисполнение федеральных законов, регулирующих банковскую деятельность. Неисполнение нормативных актов Банка России. Наличие реальной угрозы интересам кредиторов и вкладчиков.                     | [ 74 ] [ 75 ]   |
| ОАО «Международный банк финансов и инвестиций»                                                                 | 1992   | 2073   | 27.04.2016 | ОД-1364       | Москва         | Да  | Неисполнение федеральных законов, регулирующих банковскую деятельность. Неисполнение нормативных актов Банка России. Наличие реальной угрозы интересам кредиторов и вкладчиков.                     | [ 76 ] [ 77 ]   |
| Май |        |        |            |               |                |     | |                 |
| ОАО «Акционерный Коммерческий Банк развития предприятий пассажирского транспорта города Москвы „Мострансбанк“» | 1993   | 2258   | 05.05.2016 | ОД-1408       | Москва         | Да  | Неисполнение федеральных законов, регулирующих банковскую деятельность. Неисполнение нормативных актов Банка России. Наличие реальной угрозы интересам кредиторов и вкладчиков.                     | [ 78 ] [ 79 ]   |
| ООО КБ «Эл банк»                                                                                               | 1990   | 1025   | 05.05.2016 | ОД-1406       | Тольятти       | Да  | Неисполнение федеральных законов, регулирующих банковскую деятельность. Неисполнение нормативных актов Банка России. Наличие реальной угрозы интересам кредиторов и вкладчиков.                     | [ 80 ] [ 81 ]   |
| ООО КБ «Динамичные Системы»                                                                                    | 2003   | 3439   | 12.05.2016 | ОД-1479       | Москва         | Нет | Неисполнение федеральных законов, регулирующих банковскую деятельность. Неисполнение нормативных актов Банка России. Наличие реальной угрозы интересам кредиторов.                                  | [ 82 ] [ 83 ]   |
| АО АКБ «Век»                                                                                                   | 1993   | 2299   | 12.05.2016 | ОД-1477       | Москва         | Да  | Неисполнение федеральных законов, регулирующих банковскую деятельность. Неисполнение нормативных актов Банка России. Низкая достаточность капитала банка.                                           | [ 84 ] [ 85 ]   |
| ПАО КБ «Верхневолжский»                                                                                        | 1990   | 1084   | 17.05.2016 | 2169204111514 | Рыбинск        | Нет | Решение о ликвидации. | [ 86 ] [ 87 ]   |
| АО КБ «Банк Развития Технологий»                                                                               | 2003   | 3441   | 27.05.2016 | ОД-1663       | Москва         | Да  | Неисполнение федеральных законов, регулирующих банковскую деятельность. Неисполнение нормативных актов Банка России. Низкая достаточность капитала банка.                                           | [ 88 ] [ 89 ]   |
| АО АКБ «ЕвроАксис Банк»                                                                                        | 1995   | 3273   | 27.05.2016 | ОД-1665       | Москва         | Да  | Неисполнение федеральных законов, регулирующих банковскую деятельность. Неисполнение нормативных актов Банка России. Низкая достаточность капитала банка.                                           | [ 90 ] [ 91 ]   |
| ООО «Промышленный региональный банк»                                                                           | 1992   | 2123   | 30.05.2016 | ОД-1689       | Москва         | Да  | Неисполнение федеральных законов, регулирующих банковскую деятельность. Неисполнение нормативных актов Банка России. Низкая достаточность капитала банка.                                           | [ 92 ] [ 93 ]   |
| Июнь |        |        |            |               |                |     | |                 |
| ООО НКО «КредитАльянс»                                                                                         | 2007   | 3472-К | 08.06.2016 | ОД-1795       | Вологда        | Нет | Неисполнение федеральных законов, регулирующих банковскую деятельность. Неисполнение нормативных актов Банка России. Нарушение требований Федерального закона № 115-ФЗ.                             | [ 94 ] [ 95 ]   |
| ООО КБ «Финансовый стандарт»                                                                                   | 1990   | 1053   | 08.06.2016 | ОД-1797       | Москва         | Да  | Неисполнение федеральных законов, регулирующих банковскую деятельность. Неисполнение нормативных актов Банка России. Низкая достаточность капитала банка.                                           | [ 96 ] [ 97 ]   |
| ПАО КБ «Кедр»                                                                                                  | 1991   | 1574   | 10.06.2016 | 2167700209807 | Красноярск     | Нет | Присоединены к ПАО «Бинбанк». | [ 98 ] [ 99 ]   |
| ПАО «Бинбанк Сургут»                                                                                           | 1991   | 1701   | 17.06.2016 | 2167700218574 | Сургут         | Нет | Присоединены к ПАО «Бинбанк». | [ 100 ] [ 101 ] |
| ПАО «Бинбанк Смоленск»                                                                                         | 1992   | 1957   | 17.06.2016 | 2167700218497 | Смоленск       | Нет | Присоединены к ПАО «Бинбанк». | [ 102 ] [ 103 ] |
| АО «Межрегиональный Банк Реконструкции»                                                                        | 1993   | 2620   | 17.06.2016 | ОД-1885       | Москва         | Нет | Неисполнение федеральных законов, регулирующих банковскую деятельность. Неисполнение нормативных актов Банка России. Низкая достаточность капитала банка.                                           | [ 104 ] [ 105 ] |
| АО «Русский торгово-промышленный банк»                                                                         | 1991   | 138    | 21.06.2016 | ОД-1912       | Всеволожск     | Да  | Неисполнение федеральных законов, регулирующих банковскую деятельность. Неисполнение нормативных актов Банка России. Нарушение требований Федерального закона № 115-ФЗ.                             | [ 106 ] [ 107 ] |
| АО КБ «Приско Капитал Банк»                                                                                    | 1993   | 2537   | 29.06.2016 | ОД-2079       | Москва         | Да  | Неисполнение федеральных законов, регулирующих банковскую деятельность. Неисполнение нормативных актов Банка России. Низкая достаточность капитала банка.                                           | [ 108 ] [ 109 ] |
| АО КБ «Интеркредит»                                                                                            | 1994   | 3047   | 29.06.2016 | ОД-2081       | Москва         | Нет | Неисполнение федеральных законов, регулирующих банковскую деятельность. Неисполнение нормативных актов Банка России.                                                                                | [ 110 ] [ 111 ] |

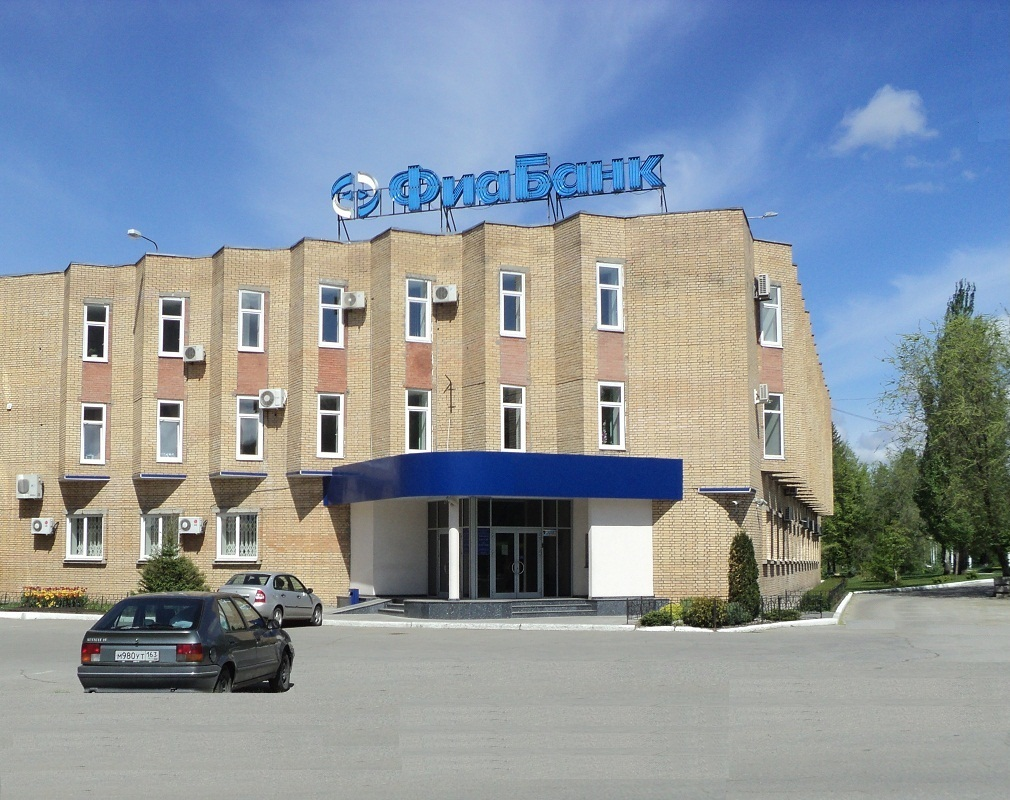
Центральный офис «Фиа-Банка» в Тольятти

## 3 квартал
В разделе приведены все кредитные организации, у которых в 3-м квартале 2016 года была отозвана или аннулирована лицензия.
| Наименование                                     | Основ. | Лиц.   | Дата       | Приказ        | Регион          | АСВ | Причина | Прим.           |
| ------------------------------------------------ | ------ | ------ | ---------- | ------------- | --------------- | --- | --- | --------------- |
| Июль                                             |        |        |            |               |                 |     | |                 |
| ООО «ПЧРБ Банк»                                  | 1996   | 3291   | 01.07.2016 | ОД-2106       | Москва          | Да  | Неисполнение федеральных законов, регулирующих банковскую деятельность. Неисполнение нормативных актов Банка России. Низкая достаточность капитала банка. Недостаточный размер собственных средств. | [ 112 ] [ 113 ] |
| ПАО «Первый Объединенный Банк»                   | 2006   | 3461   | 01.07.2016 | 2167700238286 | Самара          | Нет | Присоединён к ПАО «Промсвязьбанк». | [ 114 ] [ 115 ] |
| ПАО КБ «ЕвроситиБанк»                            | 1992   | 1869   | 07.07.2016 | ОД-2157       | Мытищи          | Да  | Неисполнение федеральных законов, регулирующих банковскую деятельность. Неисполнение нормативных актов Банка России.                                                                                | [ 116 ] [ 117 ] |
| ООО РИКБ «Ринвестбанк»                           | 1995   | 3262   | 14.07.2016 | ОД-2220       | Рязань          | Да  | Неисполнение федеральных законов, регулирующих банковскую деятельность. Неисполнение нормативных актов Банка России. Нарушение требований Федерального закона № 115-ФЗ.                             | [ 118 ] [ 119 ] |
| АО «Банк „Агентство расчетно-кредитная система“» | 1992   | 1868   | 19.07.2016 | ОД-2288       | Москва          | Да  | Неисполнение федеральных законов, регулирующих банковскую деятельность. Неисполнение нормативных актов Банка России.                                                                                | [ 120 ] [ 121 ] |
| ПАО АКБ «Стратегия»                              | 1994   | 2801   | 21.07.2016 | ОД-2314       | Москва          | Да  | Неисполнение федеральных законов, регулирующих банковскую деятельность. Неисполнение нормативных актов Банка России. Низкая достаточность капитала банка.                                           | [ 122 ] [ 123 ] |
| АО КБ «АББ»                                      | 1994   | 2937   | 21.07.2016 | ОД-2316       | Москва          | Нет | Неисполнение федеральных законов, регулирующих банковскую деятельность. Неисполнение нормативных актов Банка России. Нарушение требований Федерального закона № 115-ФЗ.                             | [ 124 ] [ 125 ] |
| ПАО АКБ «Кредит-Москва»                          | 1991   | 5      | 22.07.2016 | ОД-2339       | Москва          | Да  | Неисполнение федеральных законов, регулирующих банковскую деятельность. Неисполнение нормативных актов Банка России. Низкая достаточность капитала банка.                                           | [ 126 ] [ 127 ] |
| ООО КБ «БФГ-Кредит»                              | 1994   | 3068   | 27.07.2016 | ОД-2389       | Москва          | Да  | Неисполнение федеральных законов, регулирующих банковскую деятельность. Неисполнение нормативных актов Банка России. Низкая достаточность капитала банка.                                           | [ 128 ] [ 129 ] |
| ООО КБ «Кредо Финанс»                            | 1990   | 793    | 28.07.2016 | ОД-2405       | Махачкала       | Да  | Неисполнение федеральных законов, регулирующих банковскую деятельность. Неисполнение нормативных актов Банка России. Нарушение требований Федерального закона № 115-ФЗ.                             | [ 130 ] [ 131 ] |
| ЗАО АКБ «Терра»                                  | 2007   | 3476   | 28.07.2016 | ОД-2403       | Москва          | Нет | Неисполнение федеральных законов, регулирующих банковскую деятельность. Неисполнение нормативных актов Банка России. Наличие реальной угрозы интересам кредиторов и вкладчиков.                     | [ 132 ] [ 133 ] |
| Август                                           |        |        | 28.07.2016 |               |                 |     | |                 |
| АО «Банк „Экспо Финанс“»                         | 1993   | 2594   | 01.08.2016 | 2167700265027 | Москва          | Нет | Присоединён к ООО «Экспобанк». | [ 134 ] [ 135 ] |
| АО АКБ «Констанс-Банк»                           | 1993   | 2228   | 05.08.2016 | ОД-2522       | Санкт-Петербург | Да  | Неисполнение федеральных законов, регулирующих банковскую деятельность. Неисполнение нормативных актов Банка России. Низкая достаточность капитала банка.                                           | [ 136 ] [ 137 ] |
| АО «Промышленный энергетический банк»            | 1994   | 2728   | 05.08.2016 | ОД-2524       | Вологда         | Да  | Неисполнение федеральных законов, регулирующих банковскую деятельность. Неисполнение нормативных актов Банка России. Наличие реальной угрозы интересам кредиторов и вкладчиков.                     | [ 138 ] [ 139 ] |
| АО "Акционерный Коммерческий Банк «Газстройбанк» | 1994   | 2919   | 12.08.2016 | ОД-2607       | Москва          | Да  | Неисполнение федеральных законов, регулирующих банковскую деятельность. Неисполнение нормативных актов Банка России. Наличие реальной угрозы интересам кредиторов и вкладчиков.                     | [ 140 ] [ 141 ] |
| АО РНКО «Приполярком»                            | 1990   | 507-К  | 12.08.2016 | ОД-2616       | Тюмень          | Нет | Решение уполномоченного органа кредитной организации о прекращении деятельности в порядке ликвидации.                                                                                               | [ 142 ] [ 143 ] |
| АО АКБ «Русский Трастовый Банк»                  | 1990   | 1139   | 16.08.2016 | ОД-2636       | Москва          | Да  | Неисполнение федеральных законов, регулирующих банковскую деятельность. Неисполнение нормативных актов Банка России. Низкая достаточность капитала банка.                                           | [ 144 ] [ 145 ] |
| ООО КБ «ГРиС-Банк»                               | 1992   | 1928   | 18.08.2016 | ОД-2677       | Пятигорск       | Нет | Неисполнение федеральных законов, регулирующих банковскую деятельность. Неисполнение нормативных актов Банка России. Нарушение требований Федерального закона № 115-ФЗ.                             | [ 146 ] [ 147 ] |
| ПАО «Байкалбанк»                                 | 1993   | 2632   | 18.08.2016 | ОД-2675       | Улан-Удэ        | Да  | Неисполнение федеральных законов, регулирующих банковскую деятельность. Неисполнение нормативных актов Банка России. Низкая достаточность капитала банка.                                           | [ 148 ] [ 149 ] |
| ПАО «Ханты-Мансийский банк Открытие»             | 1992   | 1971   | 22.08.2016 | 2167700282066 | Москва          | Нет | Присоединён к ПАО «Банк „ФК Открытие“». | [ 150 ] [ 151 ] |
| АО КБ «РУБанк»                                   | 1994   | 2813   | 22.08.2016 | ОД-2718       | Москва          | Да  | Неисполнение федеральных законов, регулирующих банковскую деятельность. Неисполнение нормативных актов Банка России. Низкая достаточность капитала банка.                                           | [ 152 ] [ 153 ] |
| Сентябрь                                         |        |        |            |               |                 |     | |                 |
| АО КБ «Тетраполис»                               | 1991   | 1586   | 02.09.2016 | ОД-2932       | Санкт-Петербург | Да  | Неисполнение федеральных законов, регулирующих банковскую деятельность. Неисполнение нормативных актов Банка России. Нарушение требований Федерального закона № 115-ФЗ.                             | [ 154 ] [ 155 ] |
| АО «Азия Банк»                                   | 1994   | 3183   | 07.09.2016 | ОД-2969       | Москва          | Нет | Решение уполномоченного органа кредитной организации о прекращении деятельности в порядке ликвидации.                                                                                               | [ 156 ] [ 157 ] |
| ПАО «Выборг-Банк»                                | 1990   | 720    | 07.09.2016 | ОД-2965       | Санкт-Петербург | Да  | Неисполнение федеральных законов, регулирующих банковскую деятельность. Неисполнение нормативных актов Банка России. Низкая достаточность капитала банка.                                           | [ 158 ] [ 159 ] |
| ООО РНКО «Транзит»                               | 1994   | 2688-К | 07.09.2016 | ОД-2967       | Махачкала       | Нет | Неисполнение федеральных законов, регулирующих банковскую деятельность. Неисполнение нормативных актов Банка России. Наличие реальной угрозы интересам кредиторов.                                  | [ 160 ] [ 161 ] |
| ООО КБ «Российский Промышленный Банк»            | 1995   | 3204   | 13.09.2016 | ОД-3052       | Москва          | Да  | Неисполнение федеральных законов, регулирующих банковскую деятельность. Неисполнение нормативных актов Банка России. Нарушение требований Федерального закона № 115-ФЗ.                             | [ 162 ] [ 163 ] |
| АО «Региональный коммерческий банк»              | 1990   | 836    | 19.09.2016 | ОД-3139       | Димитровград    | Да  | Неисполнение федеральных законов, регулирующих банковскую деятельность. Неисполнение нормативных актов Банка России. Нарушение требований Федерального закона № 115-ФЗ.                             | [ 164 ] [ 165 ] |
| АО КБ «РосинтерБанк»                             | 1991   | 226    | 19.09.2016 | ОД-3141       | Москва          | Да  | Неисполнение федеральных законов, регулирующих банковскую деятельность. Неисполнение нормативных актов Банка России. Нарушение требований Федерального закона № 115-ФЗ.                             | [ 166 ] [ 167 ] |
| ПАО АКБ «Финансово-Промышленный Банк»            | 1992   | 2157   | 19.09.2016 | ОД-3144       | Москва          | Да  | Неисполнение федеральных законов, регулирующих банковскую деятельность. Неисполнение нормативных актов Банка России. Неисполнение обязательств перед кредиторами.                                   | [ 168 ] [ 169 ] |
| АО «Банк содействия малому бизнесу»              | 2011   | 3504   | 19.09.2016 | 2167800150263 | Санкт-Петербург | Нет | Присоединён ПАО «Банк „Александровский“» | [ 170 ] [ 171 ] |
| АО «Военно-Промышленный Банк»                    | 1994   | 3065   | 26.09.2016 | ОД-3258       | Москва          | Да  | Неисполнение федеральных законов, регулирующих банковскую деятельность. Неисполнение нормативных актов Банка России. Нарушение требований Федерального закона № 115-ФЗ.                             | [ 172 ] [ 173 ] |
| ООО «Центральный коммерческий банк»              | 1994   | 2983   | 26.09.2016 | ОД-3256       | Москва          | Да  | Неисполнение федеральных законов, регулирующих банковскую деятельность. Неисполнение нормативных актов Банка России. Нарушение требований Федерального закона № 115-ФЗ.                             | [ 174 ] [ 175 ] |

## 4 квартал

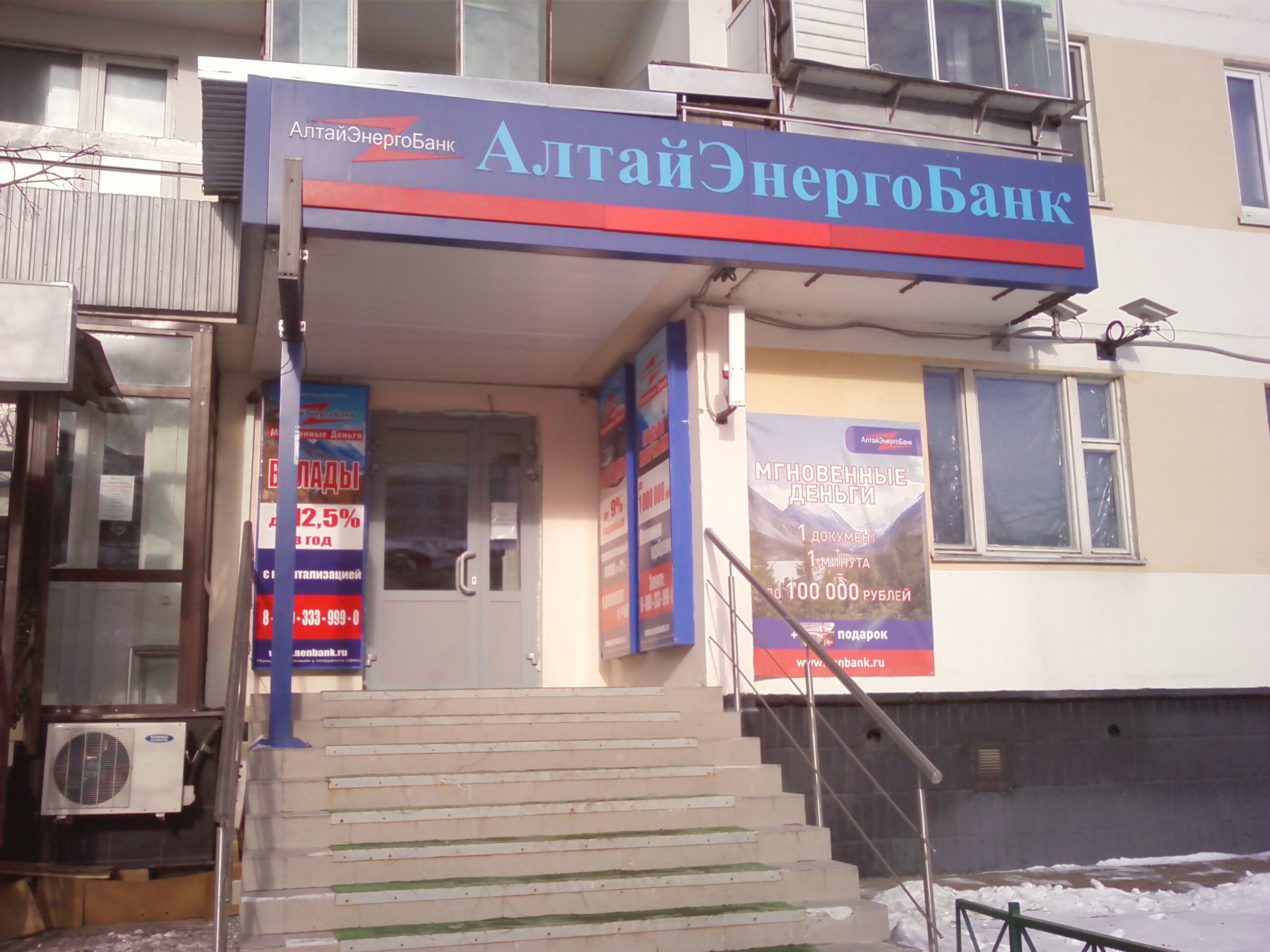
Фотография отделения «Алтайэнергобанка» на Новочеркасском бульваре в 2012 году, до его переименования в январе 2013 года в «АйМаниБанк»

В разделе приведены все кредитные организации, у которых в 4-м квартале 2016 года была отозвана или аннулирована лицензия.
| Наименование                                        | Основ. | Лиц.   | Дата       | Приказ        | Регион           | АСВ | Причина | Прим.           |
| --------------------------------------------------- | ------ | ------ | ---------- | ------------- | ---------------- | --- | --- | --------------- |
| Октябрь                                             |        |        |            |               |                  |     | |                 |
| ООО КБ «АйМаниБанк»                                 | 1992   | 1975   | 05.10.2016 | ОД-3414       | Москва           | Да  | Неисполнение федеральных законов, регулирующих банковскую деятельность. Неисполнение нормативных актов Банка России. Низкая достаточность капитала банка. Недостаточный размер собственных средств.               | [ 176 ] [ 177 ] |
| ООО КБ «Развитие»                                   | 1994   | 2729   | 10.10.2016 | ОД-3443       | Черкесск         | Да  | Неисполнение федеральных законов, регулирующих банковскую деятельность. Неисполнение нормативных актов Банка России. Низкая достаточность капитала банка.                                                         | [ 178 ] [ 179 ] |
| ООО КБ «Финансовый капитал»                         | 1996   | 3288   | 25.10.2016 | ОД-3645       | Санкт-Петербург  | Да  | Неисполнение федеральных законов, регулирующих банковскую деятельность. Неисполнение нормативных актов Банка России. Нарушение требований Федерального закона № 115-ФЗ.                                           | [ 180 ] [ 181 ] |
| ООО «Вестинтербанк»                                 | 2002   | 3398   | 27.10.2016 | ОД-3671       | Москва           | Да  | Неисполнение федеральных законов, регулирующих банковскую деятельность. Неисполнение нормативных актов Банка России. Наличие реальной угрозы интересам кредиторов и вкладчиков.                                   | [ 182 ] [ 183 ] |
| ООО КБ «Кубанский универсальный банк»               | 1994   | 2898   | 27.10.2016 | ОД-3673       | Краснодар        | Да  | Неисполнение федеральных законов, регулирующих банковскую деятельность. Неисполнение нормативных актов Банка России. Наличие реальной угрозы интересам кредиторов и вкладчиков.                                   | [ 184 ] [ 185 ] |
| ООО ИКБ «Энтузиастбанк»                             | 1994   | 3048   | 27.10.2016 | ОД-3675       | Москва           | Да  | Неисполнение федеральных законов, регулирующих банковскую деятельность. Неисполнение нормативных актов Банка России. Нарушение требований Федерального закона № 115-ФЗ.                                           | [ 186 ] [ 187 ] |
| Ноябрь                                              |        |        |            |               |                  |     | |                 |
| ООО КБ «Камский горизонт»                           | 1993   | 2554   | 03.11.2016 | ОД-3776       | Набережные Челны | Да  | Неисполнение федеральных законов, регулирующих банковскую деятельность. Неисполнение нормативных актов Банка России. Нарушение требований Федерального закона № 115-ФЗ.                                           | [ 188 ] [ 189 ] |
| ПАО «Бинбанк Тверь»                                 | 1990   | 777    | 11.11.2016 | 2167700638500 | Тверь            | Нет | Присоединён к ПАО «Бинбанк». | [ 190 ] [ 191 ] |
| АО КБ «Экспресс-кредит»                             | 1991   | 210    | 16.11.2016 | ОД-3983       | Москва           | Да  | Неисполнение федеральных законов, регулирующих банковскую деятельность. Неисполнение нормативных актов Банка России. Низкая достаточность капитала банка.                                                         | [ 192 ] [ 193 ] |
| ОАО АКБ «Национальный Залоговый Банк»               | 1994   | 2944   | 18.11.2016 | ОД-4010       | Москва           | Да  | Неисполнение федеральных законов, регулирующих банковскую деятельность. Неисполнение нормативных актов Банка России. Нарушение требований Федерального закона № 115-ФЗ.                                           | [ 194 ] [ 195 ] |
| ООО КБ «Метрополь»                                  | 1991   | 1639   | 18.11.2016 | ОД-4012       | Москва           | Да  | Неисполнение федеральных законов, регулирующих банковскую деятельность. Неисполнение нормативных актов Банка России. Наличие реальной угрозы интересам кредиторов и вкладчиков.                                   | [ 196 ] [ 197 ] |
| ООО ИКБ «Олма-Банк»                                 | 1995   | 3250   | 18.11.2016 | ОД-4014       | Москва           | Да  | Неисполнение федеральных законов, регулирующих банковскую деятельность. Неисполнение нормативных актов Банка России. Низкая достаточность капитала банка.                                                         | [ 198 ] [ 199 ] |
| ПАО «МДМ Банк»                                      | 1993   | 2562   | 18.11.2016 | 2167700672940 | Москва           | Нет | ПАО «Бинбанк» присоединён к ПАО «МДМ Банк». При этом объединённая кредитная организация сохранила лицензию «МДМ Банка» (№ 323), продолжив работу под брендом «Бинбанк».                                           | [ 200 ] [ 201 ] |
| АО «Бинбанк Мурманск»                               | 1990   | 1276   | 18.11.2016 | 2167700672995 | Мурманск         | Нет | Присоединён к ПАО «Бинбанк». | [ 202 ] [ 203 ] |
| Декабрь                                             |        |        |            |               |                  |     | |                 |
| ООО КБ «Вега-Банк»                                  | 1995   | 3270   | 09.12.2016 | ОД-4396       | Москва           | Да  | Неисполнение федеральных законов, регулирующих банковскую деятельность. Нарушение требований Федерального закона № 115-ФЗ.                                                                                        | [ 204 ] [ 205 ] |
| ПАО «М2М Прайвет Банк»                              | 1991   | 1414   | 09.12.2016 | ОД-4398       | Москва           | Да  | Неисполнение федеральных законов, регулирующих банковскую деятельность. Неисполнение нормативных актов Банка России. Неспособность удовлетворить требования кредиторов.                                           | [ 206 ] [ 207 ] |
| АО КБ «Международный Банк Развития»                 | 1994   | 2704   | 09.12.2016 | ОД-4400       | Москва           | Да  | Неисполнение федеральных законов, регулирующих банковскую деятельность. Неисполнение нормативных актов Банка России. Неспособность удовлетворить требования кредиторов.                                           | [ 208 ] [ 209 ] |
| ПАО АКБ «Русский Финансовый Альянс»                 | 1992   | 2035   | 09.12.2016 | ОД-4402       | Москва           | Нет | Неисполнение федеральных законов, регулирующих банковскую деятельность. Неисполнение нормативных актов Банка России. Существенная недостоверность отчётности. Неспособность удовлетворить требования кредиторов.  | [ 210 ] [ 211 ] |
| АО «Вологдабанк»                                    | 1990   | 992    | 19.12.2016 | ОД-4612       | Вологда          | Да  | Неисполнение федеральных законов, регулирующих банковскую деятельность. Неисполнение нормативных актов Банка России. Низкая достаточность капитала банка.                                                         | [ 212 ] [ 213 ] |
| АО АКБ «Миръ»                                       | 1994   | 3089   | 19.12.2016 | ОД-4614       | Москва           | Да  | Неисполнение федеральных законов, регулирующих банковскую деятельность. Неисполнение нормативных актов Банка России. Наличие реальной угрозы интересам кредиторов и вкладчиков.                                   | [ 214 ] [ 215 ] |
| ПАО «Идея Банк»                                     | 1990   | 430    | 19.12.2016 | ОД-4616       | Краснодар        | Да  | Неисполнение федеральных законов, регулирующих банковскую деятельность. Неисполнение нормативных актов Банка России. Проведение сомнительных операций. Наличие реальной угрозы интересам кредиторов и вкладчиков. | [ 216 ] [ 217 ] |
| АО «Фора — Оппортюнити Русский Банк» («ФОРУС Банк») | 2005   | 3457   | 19.12.2016 | ОД-4618       | Нижний Новгород  | Да  | Неисполнение федеральных законов, регулирующих банковскую деятельность. Неисполнение нормативных актов Банка России. Низкая достаточность капитала банка.                                                         | [ 218 ] [ 219 ] |
| ООО КБ «Межрегиональный Клиринговый Банк» («МКБ»)   | 1993   | 2543   | 22.12.2016 | ОД-4699       | Москва           | Да  | Неисполнение федеральных законов, регулирующих банковскую деятельность. Неисполнение нормативных актов Банка России. Наличие реальной угрозы интересам кредиторов и вкладчиков.                                   | [ 220 ] [ 221 ] |
| ООО НКО «Столичная расчетная палата»                | 2002   | 3419-К | 22.12.2016 | ОД-4697       | Москва           | Нет | Неисполнение федеральных законов, регулирующих банковскую деятельность. Неисполнение нормативных актов Банка России. Нарушение требований Федерального закона № 115-ФЗ.                                           | [ 222 ] [ 223 ] |
| АО АКБ «Банк на Красных Воротах» («БНКВ»)           | 1993   | 2472   | 29.12.2016 | ОД-4838       | Москва           | Да  | Неисполнение федеральных законов, регулирующих банковскую деятельность. Неисполнение нормативных актов Банка России. Наличие реальной угрозы интересам кредиторов и вкладчиков.                                   | [ 224 ] [ 225 ] |
| ООО КБ «НКБ»                                        | 1994   | 2942   | 29.12.2016 | ОД-4840       | Москва           | Да  | Неисполнение федеральных законов, регулирующих банковскую деятельность. Неисполнение нормативных актов Банка России. Наличие реальной угрозы интересам кредиторов и вкладчиков.                                   | [ 226 ] [ 227 ] |

- Фотография отделения «Алтайэнергобанка» на Новочеркасском бульваре в 2012 году, до его переименования в январе 2013 года в «АйМаниБанк»[176]

## Статистика

### Закрытие по месяцам
| Закрытие по месяцам | Закрытие по месяцам | Закрытие по месяцам | Закрытие по месяцам | Закрытие по месяцам |
| Месяц               |                     |                     |                     | Количество          |
| ------------------- | ------------------- | ------------------- | ------------------- | ------------------- |
| Январь              |                     |                     | 5                   |                     |
| Февраль             |                     |                     | 10                  |                     |
| Март                |                     |                     | 11                  |                     |
| Апрель              |                     |                     | 11                  |                     |
| Май                 |                     |                     | 8                   |                     |
| Июнь                |                     |                     | 9                   |                     |
| Июль                |                     |                     | 11                  |                     |
| Август              |                     |                     | 10                  |                     |
| Сентябрь            |                     |                     | 8                   |                     |
| Октябрь             |                     |                     | 6                   |                     |
| Ноябрь              |                     |                     | 8                   |                     |
| Декабрь             |                     |                     | 12                  |                     |

### Комментарии
1. ↑  По инициативе Банка России, согласно требований статьи 20 Федерального закона «О банках и банковской деятельности».
2. ↑  По инициативе собственников компании или в порядке её реорганизации.
3. ↑  До января 2013 года «Алтайэнергобанк»[176].